# Soziotherapie
Soziotherapie (im Sinne des deutschen Sozialgesetzbuches) bezeichnet die ambulante Betreuung von Patienten mit stark ausgeprägten psychiatrischen Krankheitsbildern, bei denen jedoch grundsätzlich davon ausgegangen werden kann, dass eine ambulante Therapie erfolgversprechend sein wird. Sie soll die Patienten befähigen, die Therapieoptionen selbständig und in eigener Verantwortung wahrzunehmen, indem sie diese beispielsweise dazu motiviert und die Einsicht in deren Notwendigkeit fördert. So sollen Krankenhausbehandlungen vermieden werden.
Soziotherapie wird auch synonym mit Sozialtherapie oder soziale Therapie verwendet.

## Gesetzliche Regelungen in Deutschland
Soziotherapie ist in Deutschland eine definierte ambulante Versorgungsleistung für Patienten mit schweren psychischen Störungen, die sie in die Lage versetzen soll, andere medizinische Behandlungen in Anspruch zu nehmen. Soziotherapie in diesem Zusammenhang umfasst Trainings- und Motivationsmethoden sowie Koordinierungsmaßnahmen und wird von vertraglich zugelassenen Personen erbracht. Für eine Kostenübernahme dieser Leistung, die für den Versicherten gemäß § 37a Abs. 3 SGB V zuzahlungspflichtig ist, durch die gesetzliche Krankenversicherung sind eine fachärztliche bzw. psychotherapeutische Verordnung und eine Genehmigung durch die zuständige Krankenkasse erforderlich. Die Zuzahlung beträgt 10 % der kalendertäglichen Kosten, jedoch mindestens 5 Euro, höchstens 10 Euro.
Soziotherapie wurde als § 37a SGB V mit dem Gesetz zur Reform der gesetzlichen Krankenversicherung ab dem Jahr 2000 (GKV-Gesundheitsreform 2000) eingeführt. Als ambulante Leistung für schwer psychisch kranke Menschen soll sie unnötige Krankenhausaufenthalte und Kosten stationärer Aufenthalte vermeiden. Abhängig vom Krankheitsbild sind diese Menschen oft nicht in der Lage, Leistungen, auf die ein Anspruch besteht, selbständig in Anspruch zu nehmen. Dies kann zu wiederkehrenden stationären Aufenthalten führen (sog. „Drehtüreffekt“).
Der Gemeinsame Bundesausschuss bestimmt gemäß § 37a Abs. 2 SGB V in den Richtlinien nach § 92 das Nähere über Voraussetzungen, Art und Umfang der Versorgung, insbesondere Krankheitsbilder, Ziele, Inhalt, Umfang, Dauer und Häufigkeit der Soziotherapie, Voraussetzungen, unter denen Ärzte und Psychotherapeuten zur Verordnung von Soziotherapie berechtigt sind, Anforderungen an die Therapiefähigkeit des Patienten sowie Inhalt und Umfang der Zusammenarbeit des verordnenden Arztes/Psychotherapeuten mit dem Leistungserbringer. Die aktuell geltende Soziotherapie-Richtlinie wird vom Gemeinsamen Bundesausschuss herausgegeben (siehe Weblinks unten).
Soziotherapie soll abhängig von Diagnose, Schweregrad und Dauer der Erkrankung sowie den krankheitstypischen Fähigkeitsstörungen verordnet werden. Voraussetzungen sind eine positive Prognose bzw. Therapiefähigkeit. Eine Verordnung kann ausgestellt werden unter anderem von Fachärzten für Psychiatrie, einer Psychiatrische Institutsambulanz oder im Rahmen des Entlassmanagements. Durchgeführt wird diese Leistung in der Regel von Sozialarbeitern, Sozialpädagogen oder Fachkrankenschwestern bzw. Fachpflegern für Psychiatrie. Die Leistungserbringer müssen spezielle Anforderungen erfüllen um Soziotherapie gem. § 37a SGB V zulasten der GKV durchführen zu dürfen. Es können bis zu 120 Therapieneinheiten innerhalb von drei Jahren verordnet werden. Die Verordnung muss von der Krankenkasse genehmigt werden, wenn mehr als fünf Therapieeinheiten in Anspruch genommen werden.

## Indikation
Indikation für Soziotherapie ist bei einer der folgenden schweren psychischen Erkrankungen gegeben:
- Schizophrenie
- Schizotype Störung
- anhaltende bzw. induzierte wahnhafte Störung
- Schizoaffektive Störung
- Affektive Störungen mit psychotischen Symptomen

In begründeten Einzelfällen erhalten auch Patienten mit Diagnosen aus dem ICD Bereich F00 bis F99, die nicht hier genannt sind, eine ärztliche Verordnung. Dafür sind Kriterien wie Co-Morbiditäten, stark eingeschränkte Fähigkeiten bei Alltagaufgaben und zur selbständigen Inanspruchnahme ärztlich oder ärztlich verordneter Maßnahmen oder stark eingeschränkte Wegefähigkeit maßgeblich. Die Schwere der Störungen muss dafür einen Wert von 40 auf der GAF Skala unterschreiten.

## Umsetzungsproblematiken
Der gesetzlichen Verankerung von Soziotherapie ist ein Modellprojekt „Ambulante Rehabilitation psychisch Kranker“ vorausgegangen. Es wurde vom Bundesministerium für Gesundheit initiiert und in Trägerschaft der Spitzenverbände der gesetzlichen Krankenkassen durchgeführt. Die beteiligten Krankenkassen waren eher widerstrebend. Der Bundesverband der AOK haben angeführt, dass die Krankenkassen alleine mit der Finanzierung von Soziotherapie belastet werden sollten. Soziotherapie sei der Versuch einer Verlagerung von Leistungen der öffentlichen Hand zulasten der Krankenkassen. In dem Modellprojekt konnte gezeigt werden, dass Soziotherapie ein praktikables und wirksames Instrument zur Rezidivprophylaxe ist und den Ausgaben für Soziotherapie erhebliche Einsparungen bei stationären Behandlungskosten gegenüberstehen. Erst nach zwei Jahren und einem quälend langen Diskussionsprozess habe die Durchführungsrichtlinien
vorgelegen. Es wird kritisiert, dass die Durchführungsrichtlinien und die nachfolgenden „Begutachtungsrichtlinien Ambulante Soziotherapie“ des Medizinischen Dienstes der Krankenversicherung davon gekennzeichnet seien, den Umfang der Soziotherapie gering zu halten und Leistungen auszuschließen, die der Sozialhilfe oder anderen Kostenträger zugeordnet werden können.
In weiten Teilen des Landes kann Soziotherapie zwar grundsätzlich verordnet, jedoch tatsächlich nicht in Anspruch genommen werden, wie der Bericht der Geschäftsführung im Auftrag des Unterausschusses Soziotherapie des Gemeinsamen Bundesausschusses vom 17. Januar 2008 zeigt. Es sollten daher die Ursachen der Umsetzungsproblematiken in der Soziotherapie evaluiert werden. Dazu wurden sieben Thesen aufgestellt und untersucht:
- Die Leistung Soziotherapie ist im Bereich der hausärztlichen Versorgung nicht bekannt.
- Soziotherapeutische Leistungserbringer stehen nicht in bedarfsgerechter Menge zur Verfügung.
- Die Indikationen der Richtlinie erfassen nicht alle schwer psychisch Kranken im Sinne des Gesetzes.
- Soziotherapeutische Verordner stehen nicht in bedarfsgerechter Menge zur Verfügung.
- Anstatt der Soziotherapie werden andere Leistungen erbracht/verordnet.
- Der MDK legt bei seinen Entscheidungen nicht die Richtlinien zu Grunde.
- Mit Soziotherapie wird die Versorgung schwer psychisch Kranker nicht verbessert.

Die Untersuchung des G-BA ergab folgende Ergebnisse und Handlungsempfehlungen:
1. Fehlende Bekanntheit der Leistung
63 % der Hausärzte kannten Soziotherapie nicht. Die hausärztliche Versorgungsebene sollte daher durch die Kassenärztliche Bundesvereinigung (KBV) und ihre Untergliederungen über die Soziotherapie-Richtlinien informiert werden. Die Krankenkassen sollten dazu Listen der zugelassenen Leistungserbringer zur Verfügung stellen, um den Hausärzten die Soziotherapeutischen Ansprechpartner bekannt zu machen. Die KBV votierte dafür, auch die Fachärzte mit der Gebietsbezeichnung Psychiatrie oder Nervenheilkunde zu informieren.
2. Fehlende Leistungserbringer
Die Erkenntnisse sprachen dafür, dass es an Leistungserbringern fehlte. Für einige Bundesländer konnte kein einziger Leistungserbringer als Ansprechpartner festgestellt werden. Möglicherweise seien u. a. damit regionale Versorgungsunterschiede verbunden.
| Bundesland             | Anzahl |
| ---------------------- | ------ |
| Baden-Württemberg      | 78     |
| Bayern                 | 76     |
| Berlin                 | 11     |
| Brandenburg            | 0      |
| Bremen                 | 4      |
| Hamburg                | 1      |
| Hessen                 | 6      |
| Mecklenburg-Vorpommern | 1      |
| Niedersachsen          | 13     |
| Nordrhein-Westfalen    | 23     |
| Rheinland-Pfalz        | 77     |
| Saarland               | 0      |
| Sachsen                | 9      |
| Sachsen-Anhalt         | 23     |
| Schleswig-Holstein     | 13     |
| Thüringen              | 3      |

Empfohlen wurde ein Mechanismus zur Herstellung regionaler Transparenz über den Bedarf an soziotherapeutischen Leistungserbringern: Ärzte sollten bei fehlenden Leistungserbringern Bedarf anmelden. Auch die Spitzenverbände der Kassen sollten Information über Unterschiede in den einzelnen Bundesländern intern weiterleiten. Die Patientenvertreter thematisierten, dass zusätzlich Fragen der Strukturqualität (Qualifikationsanforderungen der Krankenkassen) und Fragen der Vergütung zu berücksichtigen seien.
3. Die Indikationen der Richtlinie erfassen nicht alle schwer psychisch Kranken im Sinne des Gesetzes
Die befragten Nervenärzte wiesen darauf hin, dass auch Patienten mit Persönlichkeitsstörungen, z. B. Borderline-Persönlichkeitsstörungen und Patienten mit schweren Depressionen von Soziotherapie profitieren könnten. Die Leistungserbringer wiesen ebenfalls auf Persönlichkeitsstörungen aber auch auf Patienten mit schweren Depressionen hin, die von Soziotherapie profitieren könnten.
Der Unterausschuss Soziotherapie wollte die Ergebnisse ausführlich prüfen und darüber beraten ob die Soziotherapie-Richtlinien geändert werden sollen. Die Patientenvertreter wiesen darauf hin, dass die Beratung des Indikationskataloges im Gesamtkontext, insbesondere im Zusammenhang mit der häuslichen psychiatrischen Fachkrankenpflege beraten werden sollte.
4. Die Menge der soziotherapeutischen Verordner (Fachärzte) ist nicht bedarfsgerecht
Die Ergebnisse der Untersuchung wiesen auch hier stark unterschiedliche Versorgungssituation auf. In einigen Flächenländern sind nur wenige Fachärzte dazu berechtigt, bei Bedarf Soziotherapie zu verordnen.
| Bundesland             | Anzahl |
| ---------------------- | ------ |
| Baden-Württemberg      | 101    |
| Bayern                 | 188    |
| Berlin                 | 101    |
| Brandenburg            | 10     |
| Bremen                 | 36     |
| Hamburg                | 3      |
| Hessen                 | 41     |
| Mecklenburg-Vorpommern | 27     |
| Niedersachsen          | 64     |
| Nordrhein-Westfalen    | 151    |
| Rheinland-Pfalz        | 30     |
| Saarland               | 30     |
| Sachsen                | 20     |
| Sachsen-Anhalt         | 40     |
| Schleswig-Holstein     | 60     |
| Thüringen              | 14     |

Der Unterausschuss des G-BA ging davon aus, dass sich die zu den Haus- und Fachärzten ausgesprochenen Handlungsempfehlungen (Information über Soziotherapie) auch positiv auf diese Problematik auswirken würden. Den Hausärzten sollte eine Liste mit den vorhandenen verordnungsberechtigten Fachärzten für Psychiatrie und Nervenheilkunde zur Verfügung gestellt werden.
5. Statt der Soziotherapie werden andere Leistungen erbracht/verordnet
Verordnungsberechtigte Fachärzte wurden dazu gefragt, ob deren Patienten, bei denen Soziotherapie verordnet wurde, im Rahmen ihrer psychischen Erkrankung, noch andere Leistungen regelmäßig in Anspruch nehmen. Analog dazu wurden auch Leistungserbringer befragt.
Die Antworten fallen unterschiedlich aus. Die an Fachärzte und Leistungserbringer gestellte Frage wich allerdings von der Ausgangsfrage ab. Problematisiert wurde, ob statt Soziotherapie andere Leistungen verordnet werden. Sie zielte damit implizit darauf ab, ob Soziotherapie gegebenenfalls durch andere Leistungen kompensiert wird. Die tatsächliche Fragestellung war nur darauf ausgerichtet, ob neben der Soziotherapie weitere Leistungen verordnet werden, weshalb daraus auch kein Lösungsbeitrag zur konkreten Problematik folgen kann. Handlungsempfehlungen wurden hier nicht ausgesprochen.
6. Der MDK legt bei seinen Entscheidungen nicht die Richtlinien zu Grunde
Auch hier wurde keine Handlungsempfehlung ausgesprochen. Begründet wurde dies damit, dass die Frage – ob der MDK bei seinen Entscheidungen die Richtlinien zugrunde legt oder nicht – gar nicht gestellt worden sei. Es sei zu schlussfolgern,
dass der MDK die Richtlinien zugrunde lege, da Hauptgründe zur Nichtbefürwortung der Soziotherapie Gründe seien, die sich direkt auf die Soziotherapie-Richtlinien bezögen.
7. Soziotherapie verbessert die Versorgung schwer psychisch Kranker nicht
87 % der befragten Fachärzte bejahten die Frage, ob die Möglichkeit, Soziotherapie zu verordnen, die Versorgung ihrer Patienten verbessere. Die Hypothese könne daher nicht aufrechterhalten werden.
Die Kassenärztliche Bundesvereinigung stellte im Jahr 2009 fest, dass die Gesetzliche Krankenversicherung im Jahr 2008 rund 3,4 Mio. Euro für Soziotherapie aufgewendet habe. Dies entspreche einem Anteil von 0,002 % der gesamten GKV-Ausgaben. Zwar hätten sich die Ausgaben stetig erhöht, dennoch bleibe festzustellen, dass  Soziotherapie bislang nur unzureichend umgesetzt werde.
Im Jahr 2010 beschäftigte sich die 83. Gesundheitsministerkonferenz der Bundesländer mit den Umsetzungsproblematiken der Soziotherapie.
Eine Bund-Länder-Arbeitsgruppe stellte im Jahr 2010 zur Verfügbarkeit von Soziotherapie fest, dass bezogen auf 100.000 Einwohner die Zahl zugelassener Soziotherapeuten zwischen den Bundesländern um den Faktor 40 (von 0,05–2,0) variiert. Tatsächlich bewilligte Soziotherapiefälle variieren zwischen 0,5 und 30 Fällen pro 100.000 Einwohner, wobei nur in 3 Bundesländern mehr als 10 Fälle pro 100.000 erreicht wurden.
Als Gründe für den geringen Umsetzungsgrad der Soziotherapie wurden angeführt:
- Vorrangiges Problem sei die Leistungsvergütung, die je nach Bundesland zwischen 24 und 42 € schwanke und in keinem angemessenen Verhältnis zur geforderten Qualifikation des Leistungserbringers (Sozialpädagogen, Sozialarbeiter oder Fachkrankenpfleger für Psychiatrie mit jeweils 3-jähriger Berufserfahrung in einer Fachklinik) stehe.

- Die Zahl der Ärzte, die Soziotherapie verordnen, sei gering, weil die Leistung zu wenig bekannt (Zusammenhang mit dem Angebot von Leistungserbringern) und das Verfahren zur Anordnung umständlich, zeitaufwändig und schlecht vergütet sei.

Bezogen auf das vorrangige Problem der unangemessenen Vergütung sei bei den Bundesländern kein Handlungsspielraum vorhanden, da der Preis der Leistung in einem Vertrag festzulegen sei. Die Verträge sind zwischen Krankenkassen und Leistungserbringern auszuhandeln. Die Beurteilung der Angemessenheit der Vergütung obliege nicht der Rechtsaufsicht durch die Bundesländer. Auch der Gemeinsame Bundesausschuss könne zwar über Voraussetzungen, Art und Umfang der Versorgung bestimmen, nicht aber über die Leistungsanbieter. Diskutiert wurde, dass Länder verstärkt auf die Kassenverbände einwirken sollten, um die Umsetzung der Leistung zu befördern. Es bestand zudem die Überlegung, das Bundesgesundheitsministerium zu bitten, den Gemeinsamen Bundesausschuss aufzufordern, das Leistungsspektrum der Soziotherapie zu erweitern, z. B. um schwere Abhängigkeitserkrankungen sowie schwere Persönlichkeits- und Angststörungen.
Am 1. Juli 2010 wurde von der Gesundheitsministerkonferenz zur Optimierung der Umsetzung in den Ländern einstimmig beschlossen:
„Die Ministerinnen und Minister, Senatorinnen und Senatoren für Gesundheit der Länder bitten den Spitzenverband Bund der Krankenkassen alle Möglichkeiten auszuloten, wie die Versorgung mit soziotherapeutischen Leistungen nach § 37a SGB V verbessert und flächendeckend ausgebaut werden kann. Eingebettet in das jeweilige psychiatrische Versorgungssystem sollte dabei auch besonderes Augenmerk auf die Überprüfung der Zugangsberechtigung zur Leistungserbringung und eine Beschleunigung des Zulassungsverfahrens gelegt werden.“
Die Ausweitung des Diagnosespektrums wurde im Rahmen des Beschusses nicht weiter verfolgt. Die bereits vor der Einführung der Soziotherapie eher gegen die Leistung eingestellten Krankenkassen bzw. deren Spitzenverband wurden mit dem Beschluss  um das „Ausloten“ von Möglichkeiten gebeten, wie die Versorgung ausgebaut werden kann. Nicht bekannt ist, ob, inwieweit und gegebenenfalls mit welchen Interesse tatsächlich Möglichkeiten zur Verbesserung der Versorgung ausgelotet wurden.
In der psychiatrischen Fachwelt wird der Status der Soziotherapie uneinheitlich eingeschätzt. Teilweise wird sie als „gescheitert“ betrachtet. Soziotherapie werde bis heute nicht flächendeckend verordnet und eingesetzt. Neben den vom G-BA benannten Umsetzungsproblematiken komme erschwerend das langwierige Anerkennungsverfahren der Krankenkassen für die Zulassung von Leistungserbringern sowie die als verbesserungswürdig einzustufende Zusammenarbeit mit dem medizinischen Dienst bezüglich der Inhalte der Soziotherapie. Zudem sei auch die unzureichende Vergütung für Nervenärzte und Soziotherapeuten verbesserungswürdig. Die Bedeutung von Soziotherapie als Maßnahme zur Überwindung
der Schnittstellen zwischen unterschiedlichen Versorgungs- und Finanzierungsbereichen sei noch nicht hinreichend
erkannt und umgesetzt. Aber auch wenn die Soziotherapie zurzeit einem Flickenteppich in der Versorgungslandschaft gleiche, werde sich dieser stetig ausbreiten und zu innovativen Mustern verwoben werden. Bewährte Modelle seien vorhanden und vielversprechende neue Ansätze im Kommen. Soziotherapie sei keinesfalls gescheitert, sondern werde sich als Instrument für eine maßgeschneiderte und effiziente Behandlung und Nachsorge weiter etablieren und bewähren.

## Soziotherapie bei Suchterkrankungen
Im Bereich der Suchttherapie bzw. der Behandlung des Abhängigkeitssyndroms spricht man von Sozialtherapie oder Soziotherapie, für die es von den Kostenträgern anerkannte Ausbildungen gibt und für die differenzierte Modelle bestehen, wie die von Hilarion Petzold 1972 begründete Integrative Soziotherapie, die auch in anderen Feldern psychosozialer Hilfeleistung bei Menschen aus benachteiligten Schichten oder im gerontotherapeutischen Bereich eingesetzt wird.